# Sankt Goarshausen
Sankt Goarshausen är en liten stad belägen i Rheinland-Pfalz i västra Tyskland. Sankt Goarshausen ligger vid floden Rhen vid foten av Lorelei och har cirka 1 300 invånare. På andra sidan floden ligger staden Sankt Goar. Båda orterna är döpta efter helgonet Sankt Goar.
Till Sankt Goarshausen hör Ehrenthal, Wellmich och Heide. I närheten ligger borgen Burg Maus.
Staden ingår i kommunalförbundet Verbandsgemeinde Loreley tillsammans med ytterligare 21 kommuner.